# Corisco (otok)
Corisco ili Mandj je mali otok u sastavu Ekvatorijalne Gvineje, koji se nalazi 29 km jugozapadno od ušća rijeke Muni koja definira granicu s Gabonom. Corisco, čije ime potječe od portugalske riječi za grom, ima površinu od samo 14 km2, a najviša točka je 35 metara iznad mora.
Tijekom željeznog doba (50 godine pr.n.e. – 1400), a prije dolaska Portugalaca, otok je bio gusto naseljen. Najvažniji dokaz ljudske okupacije dolazi iz područja Nanda, u blizini istočne obale, gdje su iskopani deseci pretpovijesnih grobova. Ti ukopi pripadaju dvama različitim razdobljima: starijem željeznom dobu (50 godine pr.n.e. - 450.) i Srednjem željeznom dobu (1000. – 1150.). Tijekom prvog razdoblja, otočani su pohranjivali pakete ljudskih kostiju i željeznih oruđa (sjekire, narukvice, koplja, žlice, željeznu valutu) u plitkim jamama ukopanim u pijesku. Tijekom drugog razdoblja, uoćeni su grobovi gdje su leševi (nesačuvani) ležali okruženi loncima, koji su vjerojatno sadržavali hranu i alkoholna pića. Pokojnici su sahranjivani sa svojim ukrasima (ogrlice, narukvice i sl.) i nekoliko osobnih stvari (noževi i adzes).
Nakon više od tri stoljeća zapuštenosti, tijekom kojih su otok sporadično posjećivali europski pomorci, Corisco naseljava narod Benga. Stigli su u drugoj polovici 18. stoljeća privučeni mogućnostima trgovine s Europljanima.Otok je godine 1843. preuzela Španjolska, kao rezultat dogovora JJ Lerena y Barry s Benga kralja Bonkorom I. Bonkoro I. je umro 1846., a naslijedio ga je njegov sin Bonkoro II., ali zbog rivalstva na otoku, Bonkoro II. se preselio na otok svetoga Tome a Munga I. je vladao Coriscom. Od 1848. do 1858. a njegov sin Munga II. je ga je naslijedio i susreo se istraživačem Iradierom 1870-ih. 
Općenito, Španjolska je obratila pozornost na Corisco. U ranom dijelu 20. stoljeća to je bio dio upravnog područja Elobey, Dobra godina i Corisco, a poštanske marke su bile izdavane pod tim imenom. Otok je postao sastavni dio Ekvatorijalne Gvineje nakon neovisnosti. Danas se nalazi u sklopu općine Corisco koja osim ovog otoka sadrži otoke Veliki Elobey i Mali Elobey.
Corisco i okolne vode Corisco zaljeva postale su predmetom interesa u posljednjih nekoliko godina zbog nalazišta nafte. Konzorcij Elf Aquitaine i Petrogab počeli istraživati ležišta godine 1981. Područje je sporno s Gabonom zbog percipirane vrijednosti nafte. U veljači 2003, Gabonski ministar obrane Ali-Ben Bongo Ondimba je posjetio otoke i ponovno izjavio da Gabon polaže pravo na njih.